# В твоих руках жизнь
«В твоих руках жизнь» — советский художественный фильм, поставленный режиссёром Николаем Розанцевым по мотивам очерка Аркадия Сахнина «Эхо войны» о подвиге советских сапёров.

## Сюжет
В основу фильма положены подлинные события, происшедшие в 1957 году в Курске (в очерке — Энск). Спустя 15 лет после войны сапёрам предстоит разминировать оставленный покидавшими город немцами склад боеприпасов. Под угрозой взрыва находится с таким трудом отстроенный заново город.

## В ролях
| Актёр               | Роль                          |
| ------------------- | ----------------------------- |
| Олег Стриженов      | капитан Дудин                 |
| Иосиф Кутянский     | Павел Степанович              |
| Виктор Чекмарёв     | полковник                     |
| Анатолий Юшко       | Можаров                       |
| Клара Лучко         | Настя Ивлева                  |
| Марина Стриженова   | Полина , жена капитана Дудина |
| Елена Корнилова     | Катя                          |
| Резо Чхеидзе        | Пайчадзе                      |
| Игорь Ефимов        | Банник                        |
| Александр Афанасьев | Анулин                        |
| Светлана Мазовецкая | работница фабрики             |
| Тулкун Таджиев      | Хасанов                       |
| Инна Фёдорова       | соседка Насти                 |
| Арнольд Курбатов    | Ванин                         |

## Съёмочная группа
- Режиссёр-постановщик: Николай Розанцев.
- Авторы сценария: Леонид Агранович, Аркадий Сахнин
- Режиссёр: Надежда Русанова
- Оператор-постановщик: Константин Рыжов.
- Оператор: Л. Александров
- Художник-постановщик: Борис Бурмистров
- Композитор: Олег Каравайчук.
- Звукооператор: Григорий Эльберт
- Автор текста песни: С. Беликов
- Редактор: А. Витоль
- Директор картины: П. Борисова.

## Технические данные
- Чёрно-белый. Продолжительность 91 минута.

## Оценки
Фёдор Раззаков отнёс фильм к произведениям среднего художественного уровня, отметив слабость сценария и режиссуры.